# لیتیم هگزافلوروفسفات
لیتیم هگزافلوروفسفات (به انگلیسی: Lithium hexafluorophosphate) با فرمول شیمیایی LiPF۶ یک ترکیب شیمیایی است. که جرم مولی آن ۱۵۱٫۹۰۵ g/mol می‌باشد. شکل ظاهری این ترکیب، پودر سفید است.